# Gō Nakamura
Gō Nakamura (japanisch 中村 豪 Nakamura Gō; * 29. November 1986 in der Präfektur Gifu) ist ein japanischer Fußballspieler.

## Karriere
Nakamura erlernte das Fußballspielen in der Jugendmannschaft von Júbilo Iwata. Seinen ersten Vertrag unterschrieb er 2005 bei Júbilo Iwata. Der Verein spielte in der höchsten Liga des Landes, der J1 League. 2007 wechselte er zum Zweitligisten Ehime FC. Für den Verein absolvierte er acht Ligaspiele. Ende 2007 beendete er seine Karriere als Fußballspieler.